# Pholidichthys
Pholidichthys is een geslacht van straalvinnige vissen uit de familie van aalgrondels (Pholidichthyidae).

## Soorten
- Pholidichthys anguis Springer & Larson, 1996
- Pholidichthys leucotaenia Bleeker, 1856